# Kumu
Il Kumu (in estone: Kumu Kunstimuuseum) è un museo d'arte a Tallinn, in Estonia.
È il maggior museo dei Paesi Baltici e uno dei più grandi musei del Nord Europa. Fa parte dei cinque settori del Museo estone d'arte che ha qui i suoi uffici principali. Il Kumu ospita sia collezioni permanenti che mostre temporanee.
La principale raccolta racchiude tutta l'arte estone dal XVIII secolo in poi, includendo anche le opere nate durante il periodo sovietico e mostra sia il Socialismo reale che l'arte noncomformista. Le mostre temporanee includono sia arte estone che arte straniera, moderna e contemporanea.
Kumu è un'abbreviazione dall'estone Kunstimuuseum (museo d'arte). Il progetto della struttura avveniristica è di un architetto finlandese, Pekka Vapaavuori, che vinse la gara di appalto nel 1994, mentre la costruzione fu eseguita tra il 2003 ed il 2006.
Il Kumu ha ricevuto il Premio del museo europeo dell'anno nel 2008 dal Forum dei Musei Europei.

## Storia
Il Museo estone d'arte venne fondato il 17 novembre 1919 ma non fu prima del 1921 che ebbe la sua prima destinazione permanente nel Palazzo Kadriorg, costruito nel XVIII secolo. Nel 1929 il palazzo venne espropriato dal Museo al fine di ristrutturarlo come residenza del Presidente dell'Estonia.
Quindi il Museo estone d'arte venne ospitato in diverse e differenti sedi e spazi temporanei ma, durante la Seconda Guerra mondiale, la costruzione temporanea bruciò e fu parzialmente distrutta nel bombardamento sovietico del 9 marzo 1944. In quell'occasione si persero circa tremila opere di pregiato valore storico ed artistico, mentre la biblioteca, l'archivio con il passato storico della Lega Anseatica ed il magazzino vennero distrutti. Circa diecimila opere d'arte vennero evacuate verso le campagne in altre strutture periferiche dagli impiegati estoni del museo e poterono essere risparmiate, finché non ritornarono a Tallinn nel Palazzo Kadriorg nel 1946.
Tuttavia nel settembre del 1991 il Palazzo venne chiuso, poiché durante il periodo di occupazione sovietica l'edificio si era gravemente deteriorato. Alla fine dell'anno il Concilio Supremo della Repubblica d'Estonia decise di garantire la costruzione di una nuova sede per il Museo d'Arte dell'Estonia nel Parco di Kadriorg. Nel frattempo fu la Casa dei Cavalieri delle Spade, sulla collina di Toompea, che servi' come sede principale temporanea del Museo di Arte dell'Estonia. Qui la mostra fu aperta il 1º aprile 1993 e restò in quella sede fino all'ottobre 2005.
Tra la fine degli anni settanta e i primi anni ottanta furono costituiti vari settori del Museo d' Arte dell' Estonia. A partire dal 1995, tutti i settori offrono diversi programmi educativi per giovani e bambini. Nel 1996 fu inaugurata la Sala delle Mostre, presso il primo piano del Magazzino del Sale Rotermann; però anche questo settore fu poi chiuso, nel maggio del 2005. Nell'estate del 2000 venne completato il restauro del Palazzo Kadriorg destinato non più a sede principale del Museo d'Arte dell'Estonia, ma contenente parte di esso. Il Palazzo adesso ospita infatti un solo settore : quello della  Mostra di Collezioni di Arte Straniera.
Attualmente sono infatti attive quattro sedi del Museo d'Arte dell'Estonia: Museo di Arte Kadriorg (con il Palazzo Kadriorg e il Museo Mikkel), il Museo Niguliste presso la Niguliste Kirik, Museo Adamson-Eric e Kumu Museo.
Per la prima volta in quasi cento anni di storia, come a simboleggiare il simile destino del popolo estone, il Museo d' Arte dell' Estonia ha un edificio che da un lato finalmente soddisfa le richieste di un museo estone e dall'altro è degno di raccogliere tutta l'arte dell'Estonia e le sue collezioni. Il Kumu include una sala per concerti e mostre temporanee e un auditorium con differenti possibilità di utilizzo ed un centro di formazione all'arte per bambini e amanti dell'arte.

## Percorso espositivo
- Piano Terra: Entrata dal lato Parco Kadriorg, auditorium e bar-caffè.
- Piano Primo: Entrata dal lato posteggio di Lasnamägi, terrazza, informazioni, deposito guardaroba, toilettes, auditorium grande, biblioteca, libreria bookstore, e ristorante. Le mostre temporanee si tengono anche in quest' ala.
- Piano Secondo: Mostra dei classici dell'arte estone dal XVIII secolo alla fine della seconda guerra mondiale.
- Piano Terzo: Arte estone dal 1945 al 1991 (durante l'occupazione militare sovietica).
- Piano Quarto: Mostre di arte contemporanea temporanee, arte dal 1991 ad oggi.

Il museo contiene una retrospettiva di arte estone con incluse pitture di: Carl Von Neff, Oscar Hoffmann, Ants Laikmaa, Julie Hagen-Schwarz, Oscar Kallis, Conrad Magi (Paesaggio Norvegese), Jaan Koort, Henn Roode e Johannes Greenberg.